# Beatrice di Svevia
Elisabetta Hohenstaufen, detta Beatrice di Svevia  alla corte di Castiglia (Elisabeth in tedesco e in inglese, Beatriz in spagnolo, in asturiano, in aragonese, in portoghese, in galiziano e in basco, Beatriu in catalano; Norimberga, 1203 – Toro, 5 novembre 1235), è stata una principessa sveva.
Fu regina consorte di Castiglia dal 1219 al 1235 e regina consorte del León dal 1230 al 1235.

## Origine
Elisabetta, come riportano sia gli Annales Marbacenses era figlia del duca di Svevia e re di Germania, Filippo di Svevia (1179-1208, e di Irene Angelo (1181-1208), che secondo il Nicetae Choniatae Historia era figlia dell'imperatore di Costantinopoli, Isacco II Angelo e della prima moglie, Irene Tornikaina (ex priore coniuge libera susceptis, filiabus duabus et uno filio.... alteram" married "Siciliam regis Tangris filio), forse della famiglia dei Paleologi).

Filippo di Svevia, secondo gli Annales Stadenses era figlio dell'imperatore, Federico Barbarossa e di Beatrice di Borgogna (Beatrix imperatrix...mater... Philippi, tunc scolari parvi).

## Biografia
Secondo le dinastie reali di Germania, Elisabetta nacque nel 1205, anziché nel 1203.
Nel 1208, Elisabetta rimase orfana di entrambi i genitori, inizialmente fu sotto la protezione dell'avversario di suo padre, Ottone IV di Brunswick, cher le propose anche di sposarla, ma dopo la morte di quest'ultimo, nel 1214, fu educata alla corte del re di Sicilia, il cugino e futuro imperatore del Sacro Romano Impero Germanico, Federico II, come riporta il Diccionario biográfico español, Real Academia de la Historia.

Secondo le Cronache di San Gallo, Ottone VIII di Wittelsbach uccise Filippo di Svevia in quanto questo ruppe il fidanzamento tra il conte palatino e la figlia Beatrice per farla sposare a Ferdinando III di Castiglia. Anche lo storico medievalista britannico Austin Lane Poole riporta che suo padre Filippo morì nel giugno del 1208, assassinato da Ottone VIII di Wittelsbach, per vendetta di un torto privato, e, che la madre, Irene morì ad Agosto di quello stesso anno, come riporta il Fontes rerum Germanicarum, Volume 4.

### Matrimonio
Il 30 novembre 1219, a Burgos, Elisabetta Hohenstaufen, come riporta il Chronicon de Cardeña (Rey D. Ferrando.....fue casado con Doña Beatriz, la sobrina del Emperador de Alemaña) sposò il re di Castiglia, Ferdinando III, che, secondo la cronaca di Alberico delle Tre Fontane, era figlio del re di León Alfonso IX, e della seconda moglie, Berenguela I o Berengaria I, che fu Regina di Castiglia (Berengaria qui regi Legionensi id est regi Galicie peperita Fernandum successorem regis parvi in Castella et Toledo), che, ancora secondo la cronaca di Alberico delle Tre Fontane, era la figlia primogenita del re di Castiglia, Alfonso VIII e di Eleonora Plantageneta.
Arrivata in Castiglia, anziché Elisabetta fu chiamata Beatrice, probabilmente in onore sia della sorella maggiore, la santa imperatrice romana (che era morta nel 1212), sia della sorella ultimogenita, che morì nel 1208, insieme alla madre Irene (detta Maria in Svevia) durante il parto (Maria regina Philippi regis coniectalis, obiit 1208 nata de Grecia), come riporta il Fontes rerum Germanicarum, Volume 4.
Nel 1226, come riportato dal documento n° XX dei DOCUMENTOS DE LA Iglesia Colegial de Santa María la Mayor (hoy Metropolitana) DE VALLADOLID, Siglo XIII, Beatrice assieme almarito Ferdinando III e a tre figli fece una donazione alla chiesa Santa María la Mayor di Valladolid (Ferrandus Dei gratia Rex Castelle et Toleti una cum uxore mea Regina Beatrice et filiis meis Alfonso, Frederico, Fernando).
Nel 1230, Beatrice divenne anche regina consorte del León. Suo suocero, il re di León, Alfonso IX, morì nel 1230, come riporta lo storico Rafael Altamira, a Villanueva de Sarría, in Galizia, come riportano gli Anales Toledanos (Era MCCLXVIII muriò el Rey Don Alfonso de Leon, Padre del Rey D. Fernando, en Villanneva de Saria), mentre si recava in pellegrinaggio a Santiago di Compostela.

Alfonso IX aveva lasciato il regno di León alle figlie di primo letto, Sancha e Dolce, che salirono al trono insieme con l'appoggio della nobiltà, mentre il clero e l'aristocrazia erano contrari, avrebbero preferito che i regni di León e di Castiglia fossero riunificati sotto il re Ferdinando III. L'accordo fu raggiunto dalle due ex mogli di Alfonso IX, Berenguela di Castiglia e Teresa del Portogallo, che a nome dei rispettivi figli, firmarono il Tratado de las Tercerías, dove dietro un cospicuo indennizzo le due regine abdicarono a favore del fratellastro, che poté finalmente riunire sotto un'unica corona i regni di León e di Castiglia, come riporta il Diccionario biográfico español, Real Academia de la Historia

### Morte
Beatrice morì il 5 novembre 1235 a Toro e il suo cadavere fu trasportato a Burgos e fu tumulata nel monastero di Santa María la Real di Las Huelgas, vicino al re Enrico I.

Suo figlio Alfonso X il Saggio, quarant'anni dopo, fece trasferire la sua salma a Siviglia, dove era già stato sepolto il marito Ferdinando III, nella Catedral de Santa María de la Sede.

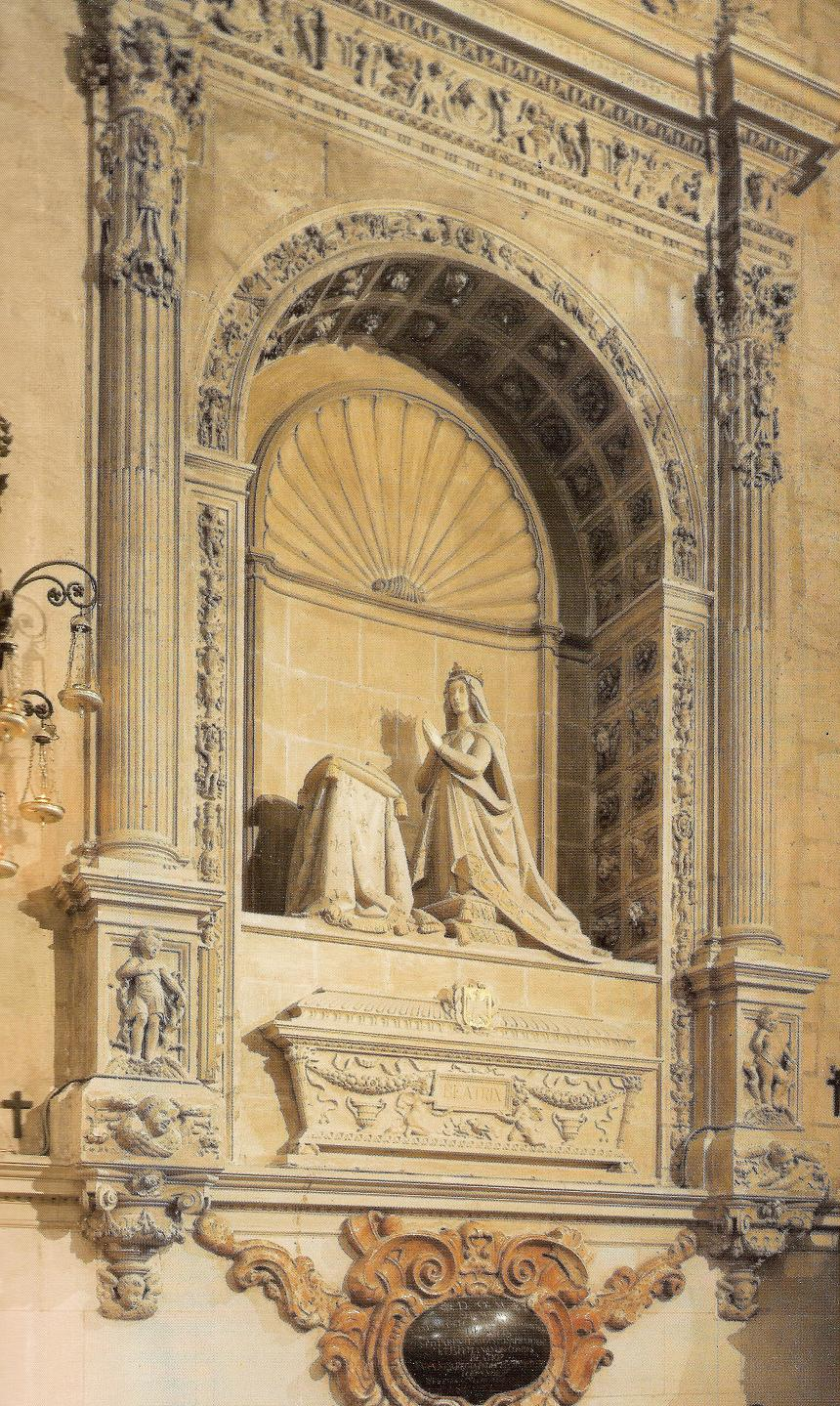
Sepolcro di Beatrice (Elisabetta), nella cattedrale di Siviglia

## Figli
Beatrice diede a Ferdinando dieci figli:
- Alfonso (23 novembre 1221-4 aprile 1284)[24][25];
- Federico di Castiglia (15 settembre 1223-1277)[26][27];
- Ferdinando di Castiglia (27 marzo 1225-23 novembre 1248), citato dal vescovo Lucas de Tuy, nel suo Chronicon mundi (non consultato)[21];
- Eleonora di Castiglia (1226-?), citata dal vescovo Lucas de Tuy, nel suo Chronicon mundi (non consultato)[21];
- Berengaria di Castiglia (1228-1279), monaca al Monastero de las Huelgas, citata dal vescovo Lucas de Tuy, nel suo Chronicon mundi (non consultato)[21];
- Enrico, detto Il Senatore (10 marzo 1230-8 agosto 1303)[26][27];
- Filippo di Castiglia (5 dicembre 1231-28 novembre 1274)[26], citato dal vescovo Lucas de Tuy, nel suo Chronicon mundi (non consultato)[21];
- Sancho di Castiglia (1233-27 ottobre 1261)[26], arcivescovo di Toledo e di Siviglia, citato dal vescovo Lucas de Tuy, nel suo Chronicon mundi (non consultato)[21];
- Manuele di Castiglia (1234-25 dicembre 1283)[26], signore d'Escalona, Peñafiel e Villena[27];
- Maria di Castiglia (nata e morta il 5 novembre 1235)[28]

## Ascendenza
|                      |                        |                          | Genitori              |  |  | Nonni |  |  | Bisnonni              |  |  | Trisnonni            |  |
|                      |                        |                          |                       |  |  |       |  |  | Federico II di Svevia |  |  | Federico I di Svevia |  |
|                      |                        |                          |                       |  |  |       |  |  | Federico II di Svevia |  |  | Federico I di Svevia |  |
|                      |                        | Agnese di Waiblingen     |                       |  |  |       |  |  | Federico II di Svevia |  |  |                      |  |
| Federico Barbarossa  |                        |                          |                       |  |  |       |  |  | Federico II di Svevia |  |  |                      |  |
|                      |                        | Giuditta di Baviera      | Enrico IX di Baviera  |  |  |       |  |  |                       |  |  |                      |  |
|                      |                        | Giuditta di Baviera      | Enrico IX di Baviera  |  |  |       |  |  |                       |  |  |                      |  |
|                      |                        | Giuditta di Baviera      | Wulfhilde di Sassonia |  |  |       |  |  |                       |  |  |                      |  |
| Filippo di Svevia    |                        | Giuditta di Baviera      |                       |  |  |       |  |  |                       |  |  |                      |  |
|                      |                        | Rinaldo III di Borgogna  | Stefano I di Mâcon    |  |  |       |  |  |                       |  |  |                      |  |
|                      |                        | Rinaldo III di Borgogna  | Stefano I di Mâcon    |  |  |       |  |  |                       |  |  |                      |  |
|                      |                        | Rinaldo III di Borgogna  | Beatrice di Lorena    |  |  |       |  |  |                       |  |  |                      |  |
| Beatrice di Borgogna |                        | Rinaldo III di Borgogna  |                       |  |  |       |  |  |                       |  |  |                      |  |
|                      |                        | Agata di Lorena          | Simone I di Lorena    |  |  |       |  |  |                       |  |  |                      |  |
|                      |                        | Agata di Lorena          | Simone I di Lorena    |  |  |       |  |  |                       |  |  |                      |  |
|                      |                        | Agata di Lorena          | Adelaide di Lovanio   |  |  |       |  |  |                       |  |  |                      |  |
| Elisabetta di Svevia |                        | Agata di Lorena          |                       |  |  |       |  |  |                       |  |  |                      |  |
|                      | Andronico Ducas Angelo | Costantino Angelo        |                       |  |  |       |  |  |                       |  |  |                      |  |
|                      | Andronico Ducas Angelo | Costantino Angelo        |                       |  |  |       |  |  |                       |  |  |                      |  |
|                      | Andronico Ducas Angelo | Teodora Comnena          |                       |  |  |       |  |  |                       |  |  |                      |  |
| Isacco II Angelo     | Andronico Ducas Angelo |                          |                       |  |  |       |  |  |                       |  |  |                      |  |
|                      |                        | Eufrosina Castamonitissa | …                     |  |  |       |  |  |                       |  |  |                      |  |
|                      |                        | Eufrosina Castamonitissa | …                     |  |  |       |  |  |                       |  |  |                      |  |
|                      |                        | Eufrosina Castamonitissa | …                     |  |  |       |  |  |                       |  |  |                      |  |
| Irene Angela         |                        | Eufrosina Castamonitissa |                       |  |  |       |  |  |                       |  |  |                      |  |
|                      |                        | Demetrio Tornikes        | N. Tornikes           |  |  |       |  |  |                       |  |  |                      |  |
|                      |                        | Demetrio Tornikes        | N. Tornikes           |  |  |       |  |  |                       |  |  |                      |  |
|                      |                        | Demetrio Tornikes        | N. Theophylaktaina    |  |  |       |  |  |                       |  |  |                      |  |
| Irene Tornikaine     |                        | Demetrio Tornikes        |                       |  |  |       |  |  |                       |  |  |                      |  |
|                      |                        | N. Malakaine             | N. Malakes            |  |  |       |  |  |                       |  |  |                      |  |
|                      |                        | N. Malakaine             | N. Malakes            |  |  |       |  |  |                       |  |  |                      |  |
|                      |                        | N. Malakaine             | …                     |  |  |       |  |  |                       |  |  |                      |  |
|                      |                        | N. Malakaine             |                       |  |  |       |  |  |                       |  |  |                      |  |

### Fonti primarie
- (LA)  Monumenta Germaniae Historica, Scriptores, tomus XVI.
- (LA)  Monumenta Germaniae Historica, Scriptores, tomus XVII.
- (LA)  Monumenta Germaniae Historica, Scriptores, tomus XXIII.
- (LA)  (ES)  #ES España sagrada, Volume 23.
- (LA)  Recueil des historiens des Gaules et de la France. Tome 12.
- (LA)  #ES Fontes rerum Germanicarum, Volume 4.
- (LA)  #ES DOCUMENTOS DE LA Iglesia Colegial de Santa María la Mayor (hoy Metropolitana) DE VALLADOLID, Siglo XIII.

### Letteratura storiografica
- Rafael Altamira, La Spagna (1031-1248), in Storia del mondo medievale, vol. V, 1999, pp. 865-896
- Austin Lane Poole, Filippo di Svevia e Ottone IV, in Storia del mondo medievale, vol. V, 1999, pp. 54-93

Lo stemma della Regina Beatrice.